# Microtis arenaria
Microtis arenaria är en orkidéart som beskrevs av John Lindley. Microtis arenaria ingår i släktet Microtis och familjen orkidéer. Inga underarter finns listade i Catalogue of Life.